# Another Part of Me
〈Another Part of Me〉는 미국의 가수이자 작곡가인 마이클 잭슨의 노래이다. 퀸시 존스가 프로듀싱하고 잭슨이 공동 프로듀싱한 이 노래는 1988년 7월 11일, 잭슨의 일곱 번째 스튜디오 음반인 《Bad》 (1987년)의 여섯 번째 싱글로 발매되었다. 이 노래는 원래 잭슨의 1986년 3D 영화 《캡틴 EO》에 등장했다. 이 노래는 이 음반의 여섯 번째 노래이다. 〈Can You Feel It〉과 〈We Are the World〉와 같은 그의 경력의 이전 노래들처럼, 가사는 세계적인 통합, 사랑, 그리고 아웃리치를 강조한다.
이 노래는 잭슨의 1988년 영화 《문워커》의 예고편에 등장했으며 《마이클 잭슨의 문워커》 비디오 게임의 후기 개정판(원래 첫 번째 개정판은 《스릴러》의 발췌문을 사용함)의 댄스 어택과 레벨 송으로 등장했다. 이 노래는 1998년 영화 《러시아워》에서도 크리스 터커가 춤을 추는 동안 등장했다.
2009년 7월, 가수 마돈나는 그녀의 Sticky & Sweet Tour의 두 번째 구간 동안 노래의 짧은 부분을 헌정의 의미로 사용했다. 한 잭슨 흉내내는 사람은 잭슨의 노래 메들리에 맞춰 춤을 추면서 그의 독특한 동작들을 선보였다.

## 뮤직 비디오
패트릭 켈가 감독한 1988년에 공식 비디오가 공개되었으며, 이 비디오는 Bad World Tour 동안 노래를 라이브로 연주하는 잭슨의 모습을 담았다. 이 영화의 영상은 7월 14일과 22일에 웸블리 스타디움과 6월 7일에 로테르담에서 7월 16일에 촬영된 라이브 멀티트랙 녹음의 사운드트랙과 함께 촬영되었으며, 6월 28일에 파리의 파르크 데 프랭스에서 공연된 추가 영상과 7월 1일에 함부르크의 폴크스파르크슈타디온과 7월 30일에 코크에서 촬영된 일부 영상이 포함되어 있다. 이 비디오는 DVD 《Michael Jackson's Vision》과 타겟 버전의 《Bad 25》에 수록되어 있다.

## 곡 목록
7인치 싱글
1. "Another Part of Me" (single mix) – 3:46
2. "Another Part of Me" (instrumental) – 3:46

12인치 싱글 / 픽처 디스크 – CD 맥시시
1. "Another Part of Me" (extended dance mix) – 6:18
2. "Another Part of Me" (radio edit) – 4:24
3. "Another Part of Me" (dub mix) – 3:51
4. "Another Part of Me" (a cappella) – 4:01

프로모 CD 싱글 (미국)
1. "Another Part of Me" (Single mix)
2. "Another Part of Me" (extended dance mix)
3. "Another Part of Me" (radio edit)
4. "Another Part of Me" (dub mix)
5. "Another Part of Me" (a cappella)